# Выпуск 1841 года (Вест-Пойнт)
Выпуск 1841 года в американской военной академии Вест-Пойнт дал стране 12 бригадных генералов и 11 генерал-майоров, Из 20-ти генералов, участников гражданской войны, 13 служило в армии Севера и 7 — в армии Юга. 6 выпускников погибло в войне с Мексикой, 8 — в годы гражданской войны.
Суперинтендантом академии в 1841 году был Ричард Делафилд.
| Имя                | ранг | звание                 | примечания |
| ------------------ | ---- | ---------------------- | --- |
| Зеалус Тоуэр       | 1    | генерал-майор          | Участник мексиканской и гражданской войн, ранен при Втором Булл-Ран, суперинтендант Вест-Пойнта в 1864 году. |
| Горацио Райт       | 2    | генерал-майор          | Преподаватель в Вест-Пойнте (1842—1844), создатель вашингтонского форта Элсворт, командовал дивизией при Геттисберге, командир VI корпуса (1864—1865), участник Оверлендской кампании Гранта, Петерсбергской и Аппоматтоксской кампаний. |
| Масиллон Харрисон  | 3    | первый лейтенант       | умер в 1854 |
| Смит Стенсбери     | 4    | майор                  | майор армии Конфедерации |
| Эмиэль Уиппл       | 5    | генерал-майор          | Генерал федеральной армии, командовал дивизией III корпуса Потомакской армии в сражениях при Фредериксберге и Чанселорсвилле. Смертельно ранен при Чанселорсвилле.                                                                       |
| Джозайя Горгас     | 6    | бригадный генерал      | шеф артиллерии в армии Конфедерации, создатель артиллерийской промышленности КША. |
| Томас Родман       | 7    | бригадный генерал      | артиллерист-экспериментатор, автор книги «Report of Experiments on Metals for Cannon, and Cannon Powder», изобретатель «орудия Родмана».                                                                                                 |
| Эльбион Хау        | 8    | генерал-майор          | участник мексиканской войны, участник экспедиции по подавлению мятежа Джона Брауна, командовал бригадой с 1862 года, участник кампании на полуострове, Северовирджинской, мерилендской, геттисберской кампаний и сражения при Майн-Ран.  |
| Филип Макдональд   | 9    | майор (вр.)            | участник мексиканской войны, получил временное звание майора за Чапультепек, умер в 1851 |
| Джордж Аерс        | 10   | капитан (вр.)          | Погиб в 1847 года в сражении при Молино-дель-Рей |
| Натаниэль Лайон    | 11   | бригадный генерал      | В начале гражданской войны командовал федеральными войсками в Миссури, погиб в сражении при Уильсонс-Крик. |
| Джозеф Айронс      | 12   | первый лейтенант       | Погиб в 1847 году в сражении при Чурубуско |
| Леонидас Дженкинс  | 13   | первый лейтенант       | Умер в 1847 году в Веракрусе |
| Джон Лав           | 14   | генерал-майор          | участник мексиканской войны, в гражданскую служил в Индиане до 1863 года, когда уволился со службы. |
| Харви Эллен        | 15   | подполковник           | участник мексиканской войны и семинольских войн, в гражданскую служил майором федеральной армии на гарнизонной службе |
| Джулиус Гареше     | 16   | подполковник           | Начальник штаба Камберлендской армии, погиб в сражении при Стоун-Ривер. |
| Сьюолл Фримонт     | 17   | капитан                | участвовал в мексиканской войне, в 1846 преподавал в Вест-Пойнте географию, историю и этику. В гражданскую войну служил в армии Конфедерации, для которой спроектировал и построил форт Фишер.                                           |
| Самуэль Андерсон   | 18   | полковник              | участник мексиканской войны, впоследствии — полковник армии Конфедерации. |
| Самуэль Джонс      | 19   | генерал-майор          | преподавал в Вест-Пойнте математику, артиллерию и тактику (1846—1851); генерал армии Конфедерации |
| Саймон Фейнсток    | 20   | первый лейтенант       | Участник мексиканской войны и семинольской войны, ушел из армии в 1850 |
| Ричард Хаммонд     | 21   | майор (вр.)            | участник мексиканской войны. Ушел из армии в 1851 |
| Джозеф Пламмер     | 22   | бригадный генерал      | участник сражения при Уильсонс-Крик и ряда сражений на западе, умер в августе 1862 предположительно от ран. |
| Джон Бреннан       | 23   | генерал-майор          | участник мексиканской войны, командовал дивизией Камберлендской армии, участник сражений при Чикамоге, Чатануге, и битвы за Атланту. |
| Скайлер Гамильтон  | 24   | генерал-майор          | преподавал в Вест-Пойнте пехотную тактику (1844—1845), участник мексиканской войны, адъютант генералов Скотта и Халека, ушел из армии в 1863 по болезни.                                                                                 |
| Джеймс Тоттен      | 25   | бригадный генерал      | Генерал армии Союза, участник гражданской войны на территории штата Миссури. |
| Джон Рейнольдс     | 26   | генерал-майор          | участник мексиканской войны, комендант Вест-Пойнта (1859—1860), командир I корпуса Потомакской армии; погиб в сражении при Геттисберге.                                                                                                  |
| Роберт Гарнетт     | 27   | бригадный генерал      | Преподавал в Вест-Пойнте пехотную тактику (1842 — 43, 1852 — 54), участник мексиканской войны, комендант Вест-Пойнта (1852—1854), погиб в сражении при Коррик-Форд.                                                                      |
| Роберт Паркер      | 28   | второй лейтенант (вр.) | умер в 1842 в Филадельфии. |
| Ричард Гарнетт     | 29   | бригадный генерал      | Генерал Северовирджинской армии, погиб во время атаки Пикетта под Гетисбергом. |
| Ричард Бэкот       | 30   | второй лейтенант       | покинул армию в 1843 году. |
| Клавдиус Сирс      | 31   | бригадный генерал      | участник семинольских войн, профессор математики и физики, участник кампании на полуострове, мерилендской кампании и обороны Виксберга.                                                                                                  |
| Дон Карлос Бьюэлл  | 32   | генерал-майор          | участник мексиканской войны, командир Огайской армии, участник сражения при Шайло. |
| Джон Бербанк       | 33   | первый лейтенант       | участник мексиканской войны, погиб от ран, полученных в сражении при Молино-дель-Рей. |
| Альфред Салли      | 34   | бригадный генерал      | участник мексиканской войны и индейских войн, генерал армии Союза, участник кампании на полуострове, мерилендской кампании, сражений при Фредериксберге и Чанселорсвилле, с 1863 по 1877 — участник индейских войн.                      |
| Франклин Флинт     | 35   | полковник              | участник войн с индейцами; в гражданскую служил в тыловых частях. |
| Джон Бердсли       | 36   | полковник              | участник мексиканской войны; в гражданскую командовал 9-м нью-йоркским кавалерийским полком. |
| Патрик Кальхаун    | 37   | капитан                | драгунский офицер, уволился из армии в 1858 |
| Исраэль Ричардсон  | 38   | генерал-майор          | участник мексиканской войны; командовал бригадой в Первом сражении при Бул-Ране, во время кампании на полуострове и Мерилендской кампании. Погиб в сражении при Энтитеме.                                                                |
| Джон Джонс         | 39   | бригадный генерал      | Преподавал в Вест-Пойнте пехотную тактику (1845—1852); служил в штабе Томаса Джексона, командовал бригадой Северовирджинской армии, погиб в сражении в Глуши.                                                                            |
| Эндрю Боуман       | 40   | подполковник           | участник мексиканской войны, в гражданскую служил в Техасе и Калифорнии |
| Эдвард Мюррей      | 41   | подполковник           | Офицер армии Конфедерации, воевал в 49-м вирджинском пехотном полку. |
| Френсис Паж        | 42   | майор (вр.)            | Участник мексиканской войны, умер в 1860 |
| Андерсон Нельсон   | 43   | подполковник           | участник мексиканской войны, гражданскую провел на тыловой службе |
| Бенджамен Берри    | 44   | второй лейтенант       | участник семинольских войн, погиб в 1845 во время взрыва котлов на пароходе «Дейтон». |
| Александр Дан      | 45   | второй лейтенант       | участник семинольской войны, ушел из армии в 1845 |
| Уильям Брукс       | 46   | бригадный генерал      | участник мексиканской войны; генерал армии Союза, участник кампании на полуострове и мерилендской кампании, с октября 1862 — командир дивизии, участник сражения при Колд-Харбор и осады Петерсберга.                                    |
| Элиас Кейн         | 47   | капитан                | умер в 1853 |
| Леви Гантт         | 48   | первый лейтенант       | погиб при штурме Чапультепека. |
| Мортимер Роузкранс | 49   | капитан (вр.)          | участник мексиканской войны, умер в 1848 |
| Рудольф Эрнст      | 50   | второй лейтенант       | погиб в 1841 при Молино-дель-Рей |
| Эбрахам Бьюфорд    | 51   | бригадный генерал      | генерал кавалерии Юга, участник Виксбергской кампании, прославился разведением Чистокровных верховых лошадей. |
| Чарльз Моррис      | 52   | первый лейтенант       | участник мексиканской войны, погиб в 1847 в сражении пр Молино-дел-Рей. |

| Выпускники 1841 года                                                                                 |
| --- |
| - Эльбион Хау - Исраэль Ричардсон - Эмиэль Уиппл - Горацио Райт - Дон Карлос Бьюэлл - Джон Рейнольдс |